# Piotr Kosmatko
Piotr Stanisław Kosmatko (ur. 22 kwietnia 1952 w Warszawie) – polski strzelec sportowy, trener, olimpijczyk z Moskwy 1980.
Specjalizował się w strzelaniu z karabinka małokalibrowego (sportowego).
Na igrzyskach olimpijskich w 1980 roku w Moskwie zajął 10. miejsce w konkurencji kbks 60 leżąc.
Po zakończeniu kariery sportowej trener (jego podopieczną była Renata Mauer-Różańska) W latach 1980–1991 był trenerem i kierownikiem szkolenia w Związkowym Klubie Strzeleckim w Warszawie. Trener kadry narodowej Hiszpanii w strzelectwie.